# フィリップ・ツー・オイレンブルク

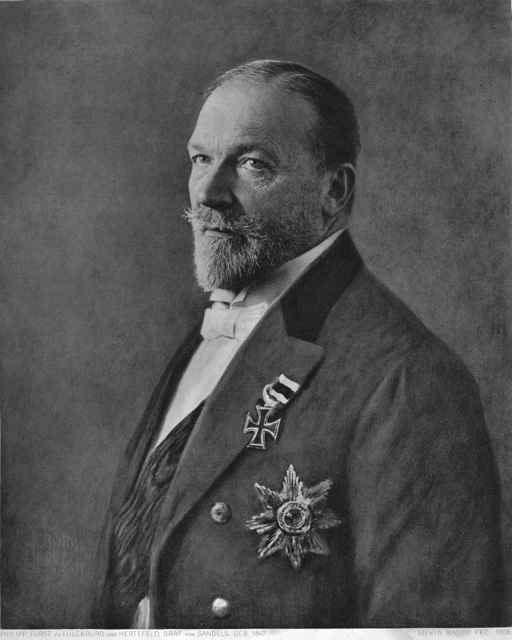
フィリップ・ツー・オイレンブルク、1906年

フィリップ・フリードリヒ・アレクサンダー・ツー・オイレンブルク・ウント・ヘルテフェルト侯爵、ザンデルス伯爵（Philipp Friedrich Alexander Fürst zu Eulenburg und Hertefeld, Graf von Sandels 、1847年2月12日 – 1921年9月17日）は、ドイツ帝国の外交官、政治家。プロイセン王国内相のフリードリヒ・アルブレヒト・ツー・オイレンブルクは叔父、首相を務めたボート・ツー・オイレンブルク伯爵ははとこにあたる。ドイツ皇帝ヴィルヘルム2世の側近として重用されたが、ハルデン＝オイレンブルク事件により政治生命を断たれた。

## 経歴
1847年2月12日プロイセン領ケーニヒスベルクに生まれる。後のドイツ皇帝ヴィルヘルム2世の学友となる。1877年に外交官となり、駐在バイエルン公使、オーストリア公使を歴任する。ヴィルヘルム2世が即位すると、オイレンブルクは非公式ではあるが国政に大きな影響力を持つようになる。その中には1897年のベルンハルト・フォン・ビューローの外相就任が挙げられる。ヴィルヘルム2世は、ビスマルク引退後の「彼（ヴィルヘルム2世）のビスマルク」として皇帝の意思を実現できる強力な政治指導者を欲していた。オイレンブルクはビューローをその任に当てようと考えていた。
1900年オイレンブルク・ウント・ヘルテフェルト侯爵に陞爵した。またアウグスタ夫人（スウェーデンのザンデルス伯爵家出身）の関係からザンデルス伯爵位も継承した。1907年に皇帝の側近たちをめぐる同性愛スキャンダルであるハルデン＝オイレンブルク事件に見舞われ、翌1908年には法廷に立って同性愛を否定した。裁判は健康上の理由からたびたび延期された。
夫人との間には8人の子に恵まれた。末娘ヴィクトリア（モードデザイナー・オットー・ルートヴィヒ・ハース＝ハイエ夫人）を通じて、反ナチ運動「赤いオーケストラ」の女性活動家リベルタス・シュルツェ＝ボイゼンの祖父、リヒテンシュタイン侯世子妃ゾフィーの玄祖父にあたる。